# Шорні акули
Шорні акули (Brachaeluridae) — родина хрящових риб роду воббегонгоподібних (Orectolobiformes). У нього входять два роди, в яких значиться по одному виду. Цими двома видами є шорна акула плямиста (Brachcaelurus waddi) і  шорна акула сіро-блакитна (Heteroscyllium colcloughi). Місцем проживання обох видів є прибережні води східної і північної Австралії.
Перша з них — активний в нічний час хижак, що харчується головним чином безхребетними і невеликими рибками і проводить денний час у печерах або кам'яних ущелинах. Тіло дорослої примірника забарвлене в коричневий колір різних відтінків з невеликими білими плямами на спині і з боків.
Примітно, що коли рибалки витягують шорних акул з води, ті завжди закривають свої очі, за що в деяких мовах помилково називаються «сліпими акулами».

## Систематика
Родина містить два монотипових роди:
- Рід Brachaelurus Ogilby, 1908
  - Шорна акула плямиста (Brachaelurus waddi) (Bloch & J. G. Schneider, 1801)[1]
- Рід Heteroscyllium Regan, 1908
  - Шорна акула сіро-блакитна (Heteroscyllium colcloughi) (Ogilby, 1908)[2]